# روبن وود (ناقد سينمائي)
روبن وود (بالإنجليزية: Robert Paul Wood)‏ هو ناقد سينمائي كندي، ولد في 23 فبراير 1931 في ريتشموند ‏ في المملكة المتحدة، وتوفي في 18 ديسمبر 2009 في تورونتو في كندا بسبب ابيضاض الدم.

## وصلات خارجية
- روبن وود على موقع IMDb (الإنجليزية)
- روبن وود على موقع روتن توميتوز (الإنجليزية)